# Mołtajny
Mołtajny (deutsch Molthainen) ist ein Dorf in Polen innerhalb der Woiwodschaft Ermland-Masuren. Es gehört zur Gmina Barciany (Landgemeinde Barten) im Powiat Kętrzyński (Kreis Rastenburg).

## Geographische Lage
Das Dorf liegt nur etwa drei Kilometer südlich der polnischen Staatsgrenze zur Oblast Kaliningrad. Im Süden grenzt der Jezioro Arklickie (deutsch Arklitter See) an Mołtajny. Bis zur einstigen Kreisstadt Gerdauen (heute russisch Schelesnodoroschny) sind es acht Kilometer in nördlicher Richtung, und bis zur heutigen Kreismetropole Kętrzyn (deutsch Rastenburg) 24 Kilometer in südlicher Richtung.

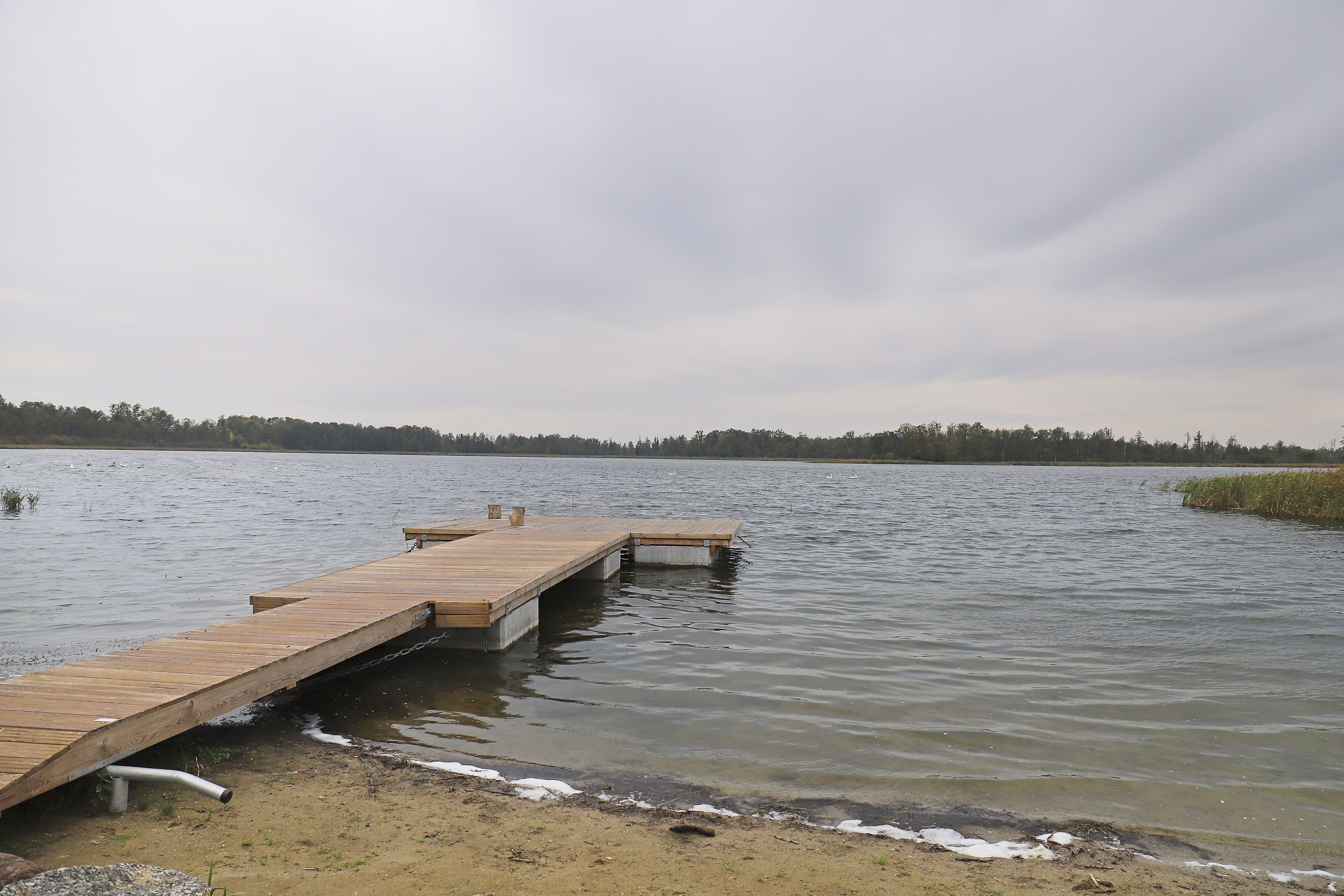
Blick auf den Jezioro Arklickie (Arklitter See) bei Mołtajny

## Geschichte

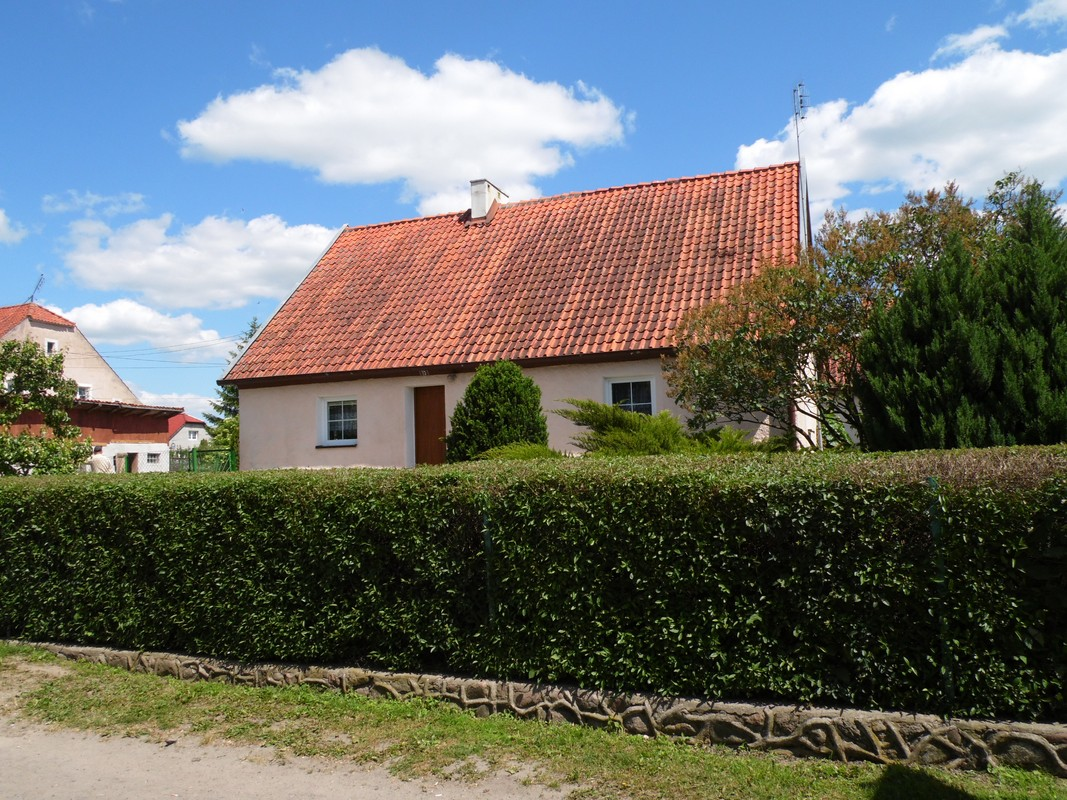
Wohnhaus in Mołtajny

Wohnblöcke in Mołtajny

### Ortsgeschichte
Wann genau das heutige Mołtajny angelegt wurde, ist nicht bekannt. Zwischen 1374 und 1379 wurde die Handfeste des Dorfes erneuert. Möglicherweise wurde bereits zu dieser Zeit die Kirche errichtet. Im 14. Jahrhundert hieß das Dorf Molteyn, danach Molthenen, vor 1785 Multen, um 1785 Moltehnen, nach 1820 Moltheinen und bis zum 2. Juni 1938 Molthainen. Dann wurde der Name von Molthainen in Molteinen geändert.
Im Jahre 1874 wurde Molthainen in den neu errichteten Amtsbezirk Arklitten (polnisch Arklity) eingegliedert, Am 30. September 1928 vergrößerte sich die Landgemeinde Molthainen um den Nachbargutsbezirk Arklitten, der – allerdings ohne die Exklave Egloffstein (polnisch Główczyno) – eingemeindet wurde. Mit Wirkung vom 15. Oktober 1934 wurde der Amtsbezirk Arklitten in „Amtsbezirk Molthainen“ umbenannt. Er gehörte wie sein „Vorgänger“ zum Kreis Gerdauen im Regierungsbezirk Königsberg in der preußischen Provinz Ostpreußen. Ab dem 8. November 1938 hieß er „Amtsbezirk Molteinen“
Während des Zweiten Weltkrieges gab es hier ein Arbeitslager. Anfang 1945 nahm die Rote Armee das Gebiet ein und als Folge des Krieges wurde der Ort Teil Polens. 1954 wurde das in „Mołtajny“ umbenannte Dorf Sitz einer Gromada. Sie hatte 1960 eine Fläche von 83,56 km² mit 1.825 Einwohnern. In diese Zeit fällt auch die Neuerrichtung eines Schulgebäudes sowie eines Bibliothekpunktes. 1970 gab es in dem Dorf einen Kindergarten, eine achtklassige Grundschule sowie in Kino mit Platz für 80 Personen. Bei der Auflösung der Gromadas gehörten zum jetzigen Schulzenamt (polnisch Sołectwo) die fünf Ortschaften Arklity (Arklitten), Błedowo (Blandau), Górki (Berg), Markuzy (Markhausen) sowie Mołtajny selbst. Seit 1977 ist das bis dahin zur Gemeinde Skandawa (Skandau) gehörende Schulzenamt Teil der Landgemeinde Barciany (Barten) im Powiat Kętrzyński (Kreis Rastenburg), bis 1998 der Woiwodschaft Olsztyn, seither der Woiwodschaft Ermland-Masuren zugehörig.

### Einwohnerzahlen
| Jahr | Anzahl |
| ---- | ------ |
| 1910 | 301    |
| 1933 | 736    |
| 1939 | 672    |
| 1970 | 234    |
| 2011 | 682    |

### Amtsbezirk Molthainen/Molteinen (1934–1945)
In der Zeit seines Bestehens umfasste der Amtsbezirk Molthainen resp. Molteinen in der Nachfolge des Amtsbezirks Arklitten nur noch die Dörfer:
| Deutscher Name       | Polnischer Name | Bemerkungen |
| -------------------- | --------------- | ----------- |
| Bieberstein          | Bobrowo         |             |
| Molthainen/Molteinen | Mołtajny        |             |

## Kirche

### Kirchengebäude

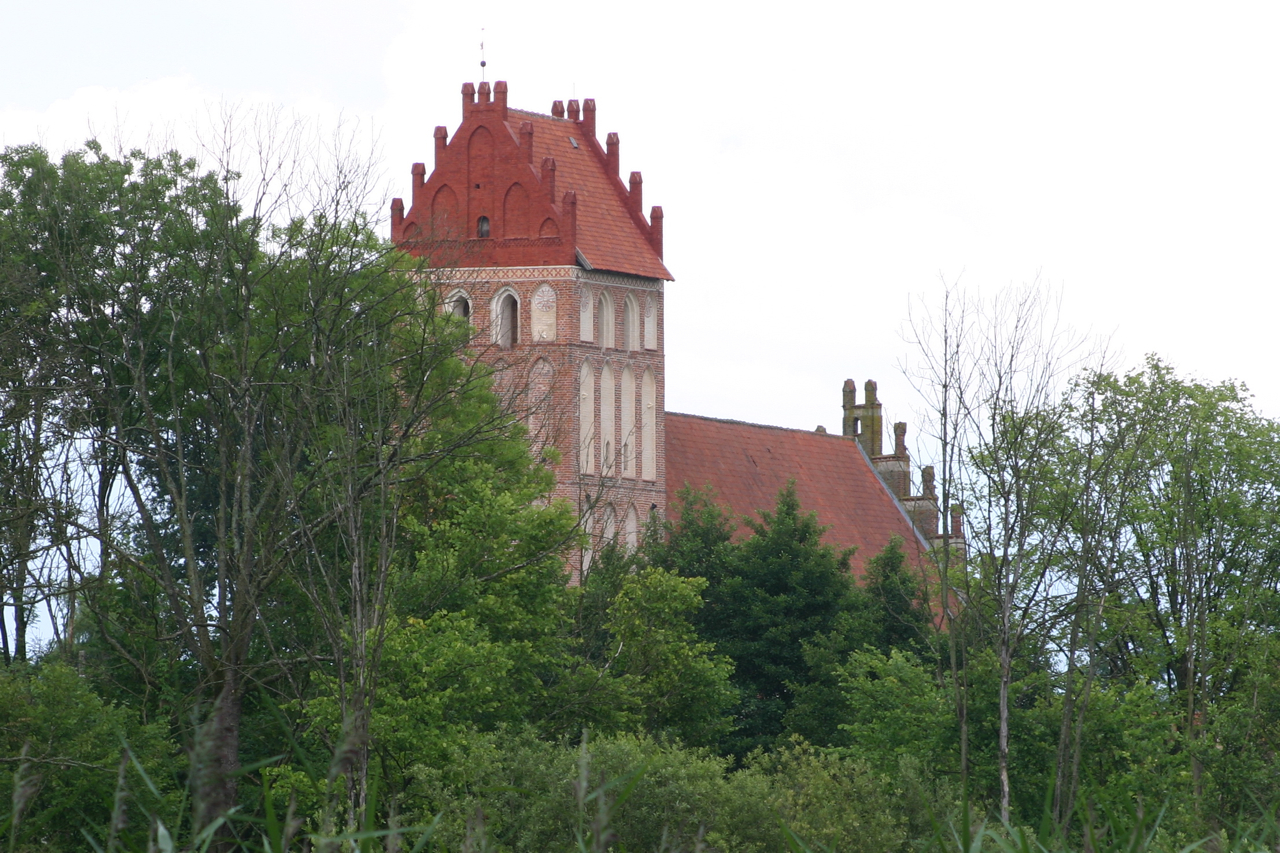
Die Kirche in Mołtajny

Die Kirche von Mołtajny ist eine der ältesten der Gegend. Ihre urkundliche Ersterwähnung stammt aus dem Jahr 1384, andere Quellen nennen das Jahr 1404 als Jahr der Errichtung. Die Saalkirche wurde aus Feldstein errichtet. Der Turm der Kirche wurde im 16. Jahrhundert noch erhöht. Die Vorhalle stammt vermutlich aus Ende des 14., Anfang des 15. Jahrhunderts. Die Sakristei wurde vermutlich um 1500 errichtet.

### Kirchengemeinde
Molthainen war auch in vorreformatorischer Zeit ein Kirchdorf. Die Reformation fand recht früh Eingang. Bis 1945 war Molthainen eine evangelische Kirchengemeinde und das Kirchspiel lag auf der Grenze zwischen der – heute auf russischem Staatsgebiet gelegenen – Kreisstadt Gerdauen (russisch: Schelesnodoroschny) zum Landkreis Rastenburg. Molthainen gehörte zum Kirchenkreis Gerdauen innerhalb der Kirchenprovinz Ostpreußen der Kirche der Altpreußischen Union.
Heute lebt in Mołtajny eine überwiegend römisch-katholische Bevölkerung. Der Ort ist Sitz der Pfarrei Świętej Anny („St. Anna“) im Dekanat Kętrzyn II (Rastenburg Nordost) innerhalb des Erzbistums Ermland der Katholischen Kirche in Polen. Angeschlossen ist die Filialgemeinde in Aptynty (Aftinten).
Hier wohnende evangelische Kirchenglieder gehören jetzt zur Kirchengemeinde in Kętrzyn (Rastenburg) in der Diözese Masuren der Evangelisch-Augsburgischen Kirche in Polen.

## Verkehr

### Straße

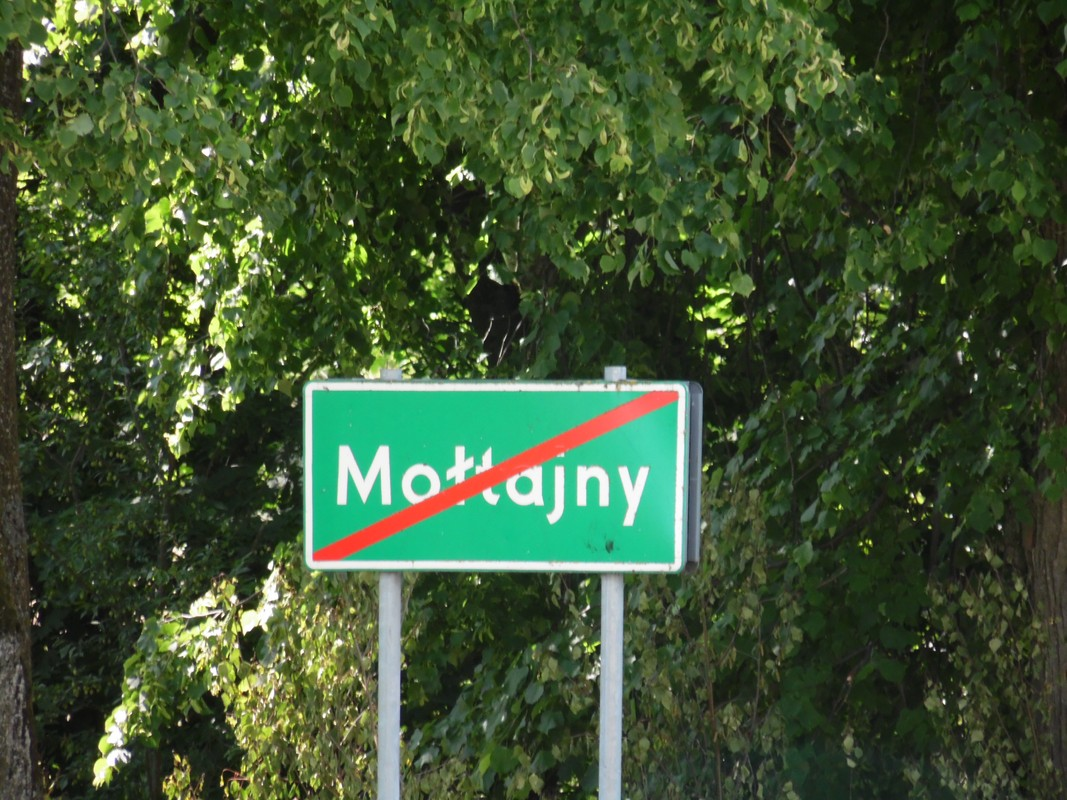
Ortsausfahrtsschild in Mołtajny

In Mołtajny begegnen sich zahlreiche Straßen. Durch das Dorf verläuft eine  von Barciany (Barten) über Bobrowo (Bieberstein) kommende Nebenstraße, welche in westlicher Richtung nach etwa drei Kilometern nach Aptynty führt und dann in die Woiwodschaftsstraße 591 (frühere deutsche Reichsstraße 141) einmündet. In östlicher Richtung führt eine Straße nach Asuny (Assaunen), in nördlicher Richtung nach Górki (Berg) und Duje (Doyen, 1938 bis 1945 Dugen), und in südlicher Richtung nach Arklity (Arklitten) und nach Czaczek (Schätzels).

### Schienen
Die nächste Bahnstation befindet sich in Kętrzyn wo es Direktverbindungen nach Olsztyn (Allenstein) und Posen sowie nach Ełk (Lyck) und Białystok gibt. Kętrzyn kann über eine Linienbusverbindung erreicht werden.
Bis 1945 war Molthainen (Molteinen) eine Bahnstation an der wohl 1916 eröffneten Bahnstrecke Barten–Gerdauen der Rastenburger Kleinbahnen. Diese Strecke wurde in Kriegsfolge aufgegeben.

### Luft
Der nächste internationale Flughafen ist der Flughafen Kaliningrad, welcher sich etwa 80 Kilometer nordwestlich auf russischem Hoheitsgebiet befindet. Der nächste internationale Flughafen auf polnischem Staatsgebiet ist der etwa 190 Kilometer westlich gelegene Lech-Wałęsa-Flughafen Danzig.

## Bildung
Im Dorf gibt es eine Grundschule.

## Mit dem Ort verbunden
- Julius Axenfeld (1834–1896), evangelischer Theologe, Pfarrer und Missionar sowie Gründer von Schulen und diakonischen Einrichtungen, lebte zeitweise in Molthainen bei seinem Onkel, dem Pfarrer Julius Heinersdorff
- Friedrich Schauer (1891–1958), evangelischer Theologe und Neuorientalist, Erster Leiter der Evangelischen Akademie Baden in Herrenalb, war von 1920 bis 1929 Pfarrer an der Kirche Molthainen